# Långe Erik
Långe Erik ("Lange Erik") is een Zweedse vuurtoren van kalksteen uit 1845. De toren staat op het kleine eiland Stora grundet, pal ten noorden van het eiland Öland.
De oudere, grotere dikke lens bevindt zich nog altijd in de toren, maar is niet langer in gebruik. Sinds de jaren '90 wordt een lichtbaken gebruikt, dat geïnstalleerd werd op het balkon. Het licht wordt sinds 1976 op afstand bediend door de Zweedse Zeedienst en heeft een reikwijdte van 13,8 zeemijl (26 km). De toren is 32 meter hoog en heeft een lichthoogte op 31 meter.
De toren is opengesteld voor beklimming tijdens het zomerseizoen.

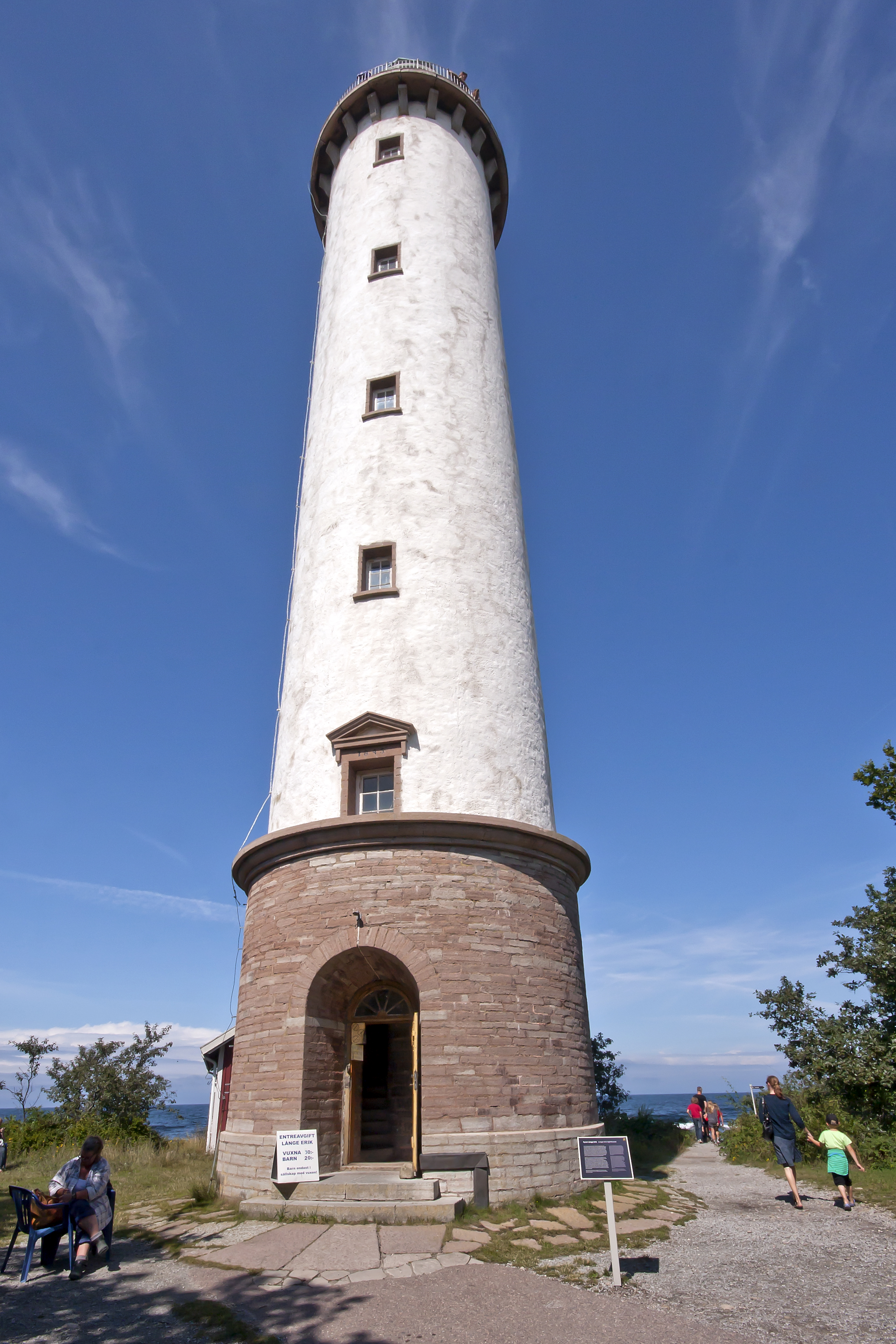
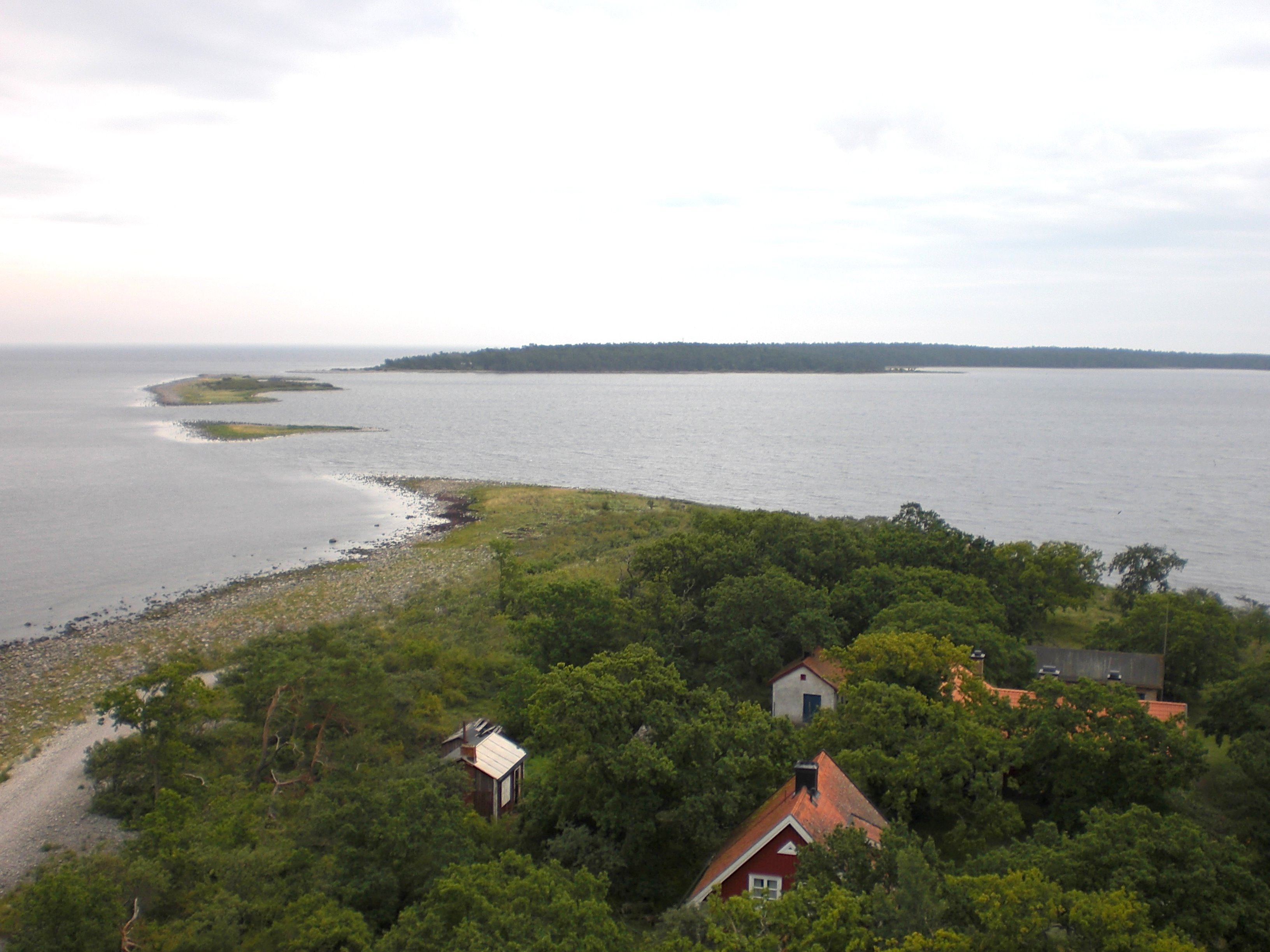
Uitzicht vanaf de toren
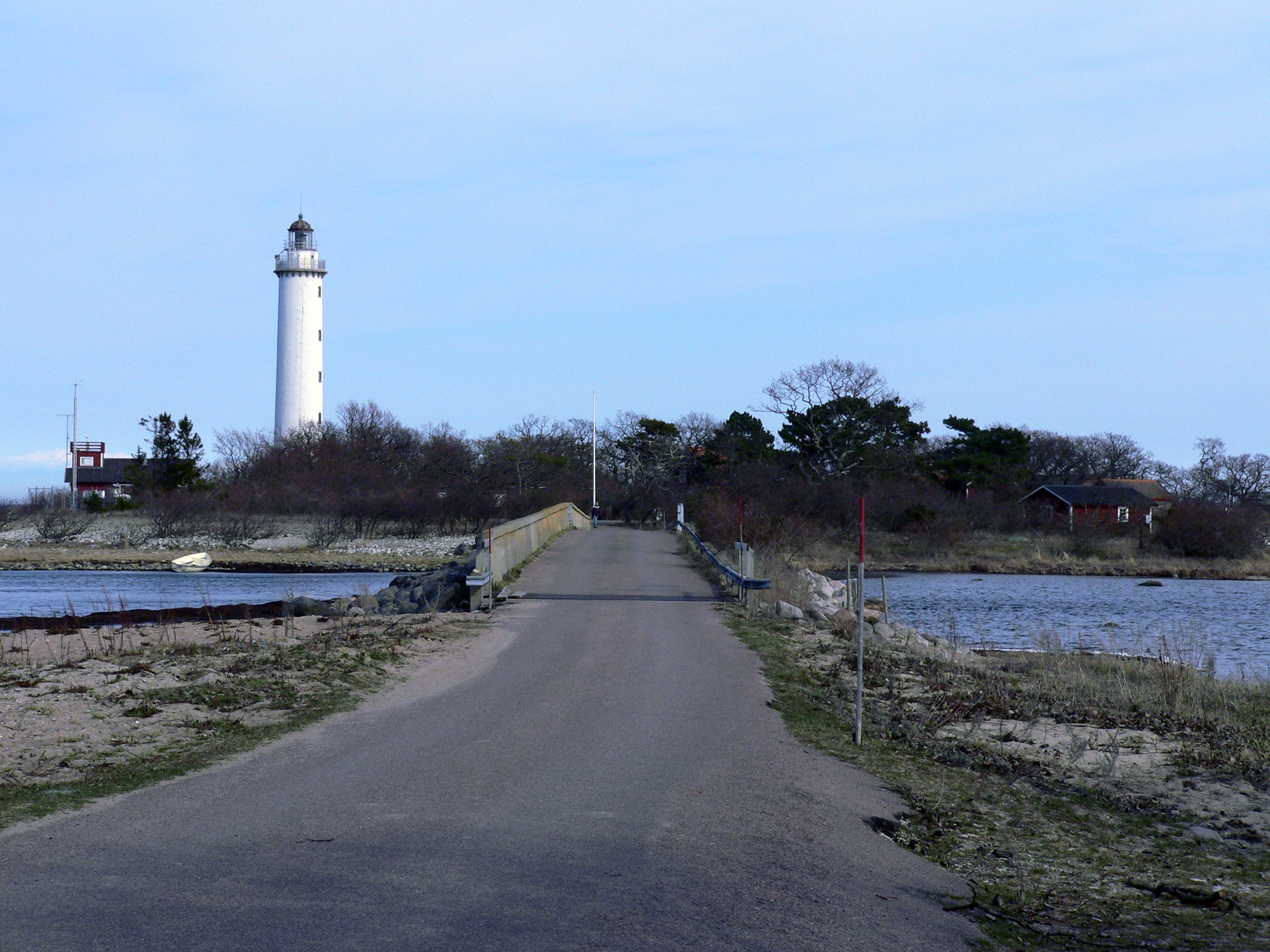
Zicht op de toren vanaf Öland